# Royal Hollandais (1810)
Le Royal Hollandais est un navire de ligne de classe Chatham de 90 canons, ayant servi dans la marine impériale de Napoléon puis dans la marine royale néerlandaise.

## Carrière
Il est d'abord lancé pour la marine de la République batave sous le nom de De Ruyter du nom du plus célèbre amiral néerlandais de l'histoire Michiel de Ruijter (ou Ruyter). Il est rebaptisé Koninklijke Hollander à la fondation du Royaume de Hollande en 1806. Quand le Premier Empire annexe le pays, le navire est incorporé dans la marine française. On traduit son nom néerlandais en français : Royal Hollandais. En 1811, ce nom est raccourci en Hollandais. Le 10 juillet, elle est envoyée à l'escadre de l'Escaut de Missiessy.
Elle est renvoyée dans la marine néerlandaise en 1814 et est désarmée en 1819.

## Citations et références

### Citations
1. 1 2 3 4 5  Jean-Michel, ... Impr. Maury), Dictionnaire des bâtiments de la flotte de guerre française de Colbert à nos jours, J.-M. Roche, 2005 (ISBN 2-9525917-0-9, 978-2-9525917-0-6 et 2-9525917-1-7, OCLC 470444756, lire en ligne)
2. 1 2 3 4 5 6 7 8  Alain Demerliac, La marine du Consulat et du Premier Empire : nomenclature des navires français de 1800 à 1815, Éd. Ancre, 2003 (ISBN 2-903179-30-1 et 978-2-903179-30-4, OCLC 162449062, lire en ligne)